# Parapyrenis lichenicola
Parapyrenis lichenicola är en svampart som beskrevs av Aptroot & Diederich 1997. Parapyrenis lichenicola ingår i släktet Parapyrenis och familjen Requienellaceae.   Inga underarter finns listade i Catalogue of Life.